# Pema Jungney
Pema Jungney (tibétain : པད་མ་འབྱུང་གནས, Wylie : pad ma 'byung gnas), né en 1959 dans le comté de Rutog, préfecture de Ngari, au Tibet est un écrivain, homme politique tibétain, député tibétain du Parlement tibétain en exil. 

## Biographie
Pema Jungney est né en 1959 à Ruthog Jangtod, au Tibet. Il vit à Dharamsala, Himachal Pradesh, en Inde. Il a étudié à l'École centrale pour les Tibétains de Shimla et à l’Institut central d'études supérieures à Sarnath où il a obtenu son diplôme d'acharya. Il a enseigné pendant trois ans au centre Sakya, à Rajpur, et pendant deux ans à la nouvelle école tibétaine de Bir. Il a été élu à la 10e 11e 12e, 13e Assemblée tibétaine dont il fut élu à l'unanimité président. Il est réélu à la 14e, 15e et 16e Assemblée tibétaine dont il désigné président pour la seconde moitié de son mandat, le 1er décembre 2018, lors d'une cérémonie d'assermentation à Gangchen Kyishong conduite par Kargyu Dhondup, commissaire électoral en chef.
Après la retraite politique du dalaï-lama en mars 2011, il est l'un des 5 membres du Comité de rédaction d'amendement de la Constitution avec Penpa Tsering, Dolma Gyari, Thupten Lungrik et Samdhong Rinpoché.
Il a écrit un livre en deux volumes sur l’évolution de la démocratie tibétaine.

## Publications
- Details on Evolution of Tibetan Democratic Polity